# Siunjajev-Zeldovitj-effekten
Siunjajev-Zeldovitj-effekten (ibland förkortat SZ-effekten) beror på högenergetiska elektroner, som förvränger kosmisk bakgrundsstrålning (CMB) genom så kallad invers Comptonspridning. I den processen överförs en del av elektronernas energi till fotonerna i den lågenergetiska bakgrundsstrålningen. Observerade avvikelser hos CMB-spektrum används för att detektera täthetsstörningar och strukturbildning i det tidiga universum. Med hjälp av Siunjajev-Zeldovitj-effekten har täta galaxhopar kunnat bli identifierade.
Effekten har sitt namn efter de båda ryska astrofysikerna Rasjid Siunjajev och Jakov Zeldovitj.